# Pinkafelj
Pinkafeld (mađarski: Pinkafő, hrvatski: Pinkafelj, romski: Pinkafa, slovenski: Pinkafel) je grad u kotaru Borta u Gradišću, Austrija. 